# 5th Cell
5th Cell est un studio de développement de jeu vidéo. Il a été fondé en 2003 aux États-Unis par Joseph M. Tringali, Jeremiah Slaczka et Brett Caird.

## Jeux
- 2009 : Scribblenauts (DS)
- 2009 : Drawn to Life: The Next Chapter (DS)
- 2008 : Lock's Quest (DS)
- 2007 : Drawn to Life (DS)
- 2006 : D.N.A (PC)
- 2003 : Mini Poccha (Mobile)
- 2003 : Siege (Mobile)
- 2003 : SEAL Team 6 (Mobile)